# Округ Овен (Кентаки)
Овен (енгл. Owen County) је округ у америчкој савезној држави Кентаки.

## Демографија
По попису из 2010. године број становника је 10.841, што је 294 (2,8%) становника више него 2000. године.
| Група             | 2000.          | 2010.          |
| Белци             | 10.188 (96,6%) | 10.367 (95,6%) |
| Афроамериканци    | 119 (1,1%)     | 91 (0,8%)      |
| Азијати           | 24 (0,2%)      | 17 (0,2%)      |
| Хиспаноамериканци | 105 (1,0%)     | 246 (2,3%)     |
| Укупно            | 10.547         | 10.841         |